# Lambach (Marienheide)
Lambach ist ein Ortsteil der Gemeinde Marienheide im Oberbergischen Kreis in Nordrhein-Westfalen.

## Lage und Beschreibung
Der Ort liegt im Nordosten von Marienheide an der Lingesetalsperre. Der Benninghauser Bach fließt am östlichen Ortsrand vorbei und mündet in die Talsperre. Am westlichen Ortsrand befindet sich ein Campingplatz.
Zwei Häuser stehen unter Denkmalschutz, das am Hang oberhalb des Parkplatzes stehende Haus Lambach 8/8a und der unterhalb davon liegende Bauernhof Lambach 4 aus dem 19. Jahrhundert. 
Nachbarorte sind der zu Kierspe gehörende Ort Benninghausen und die auf dem Gemeindegebiet von Marienheide liegenden Orte Wernscheid und Linge. 

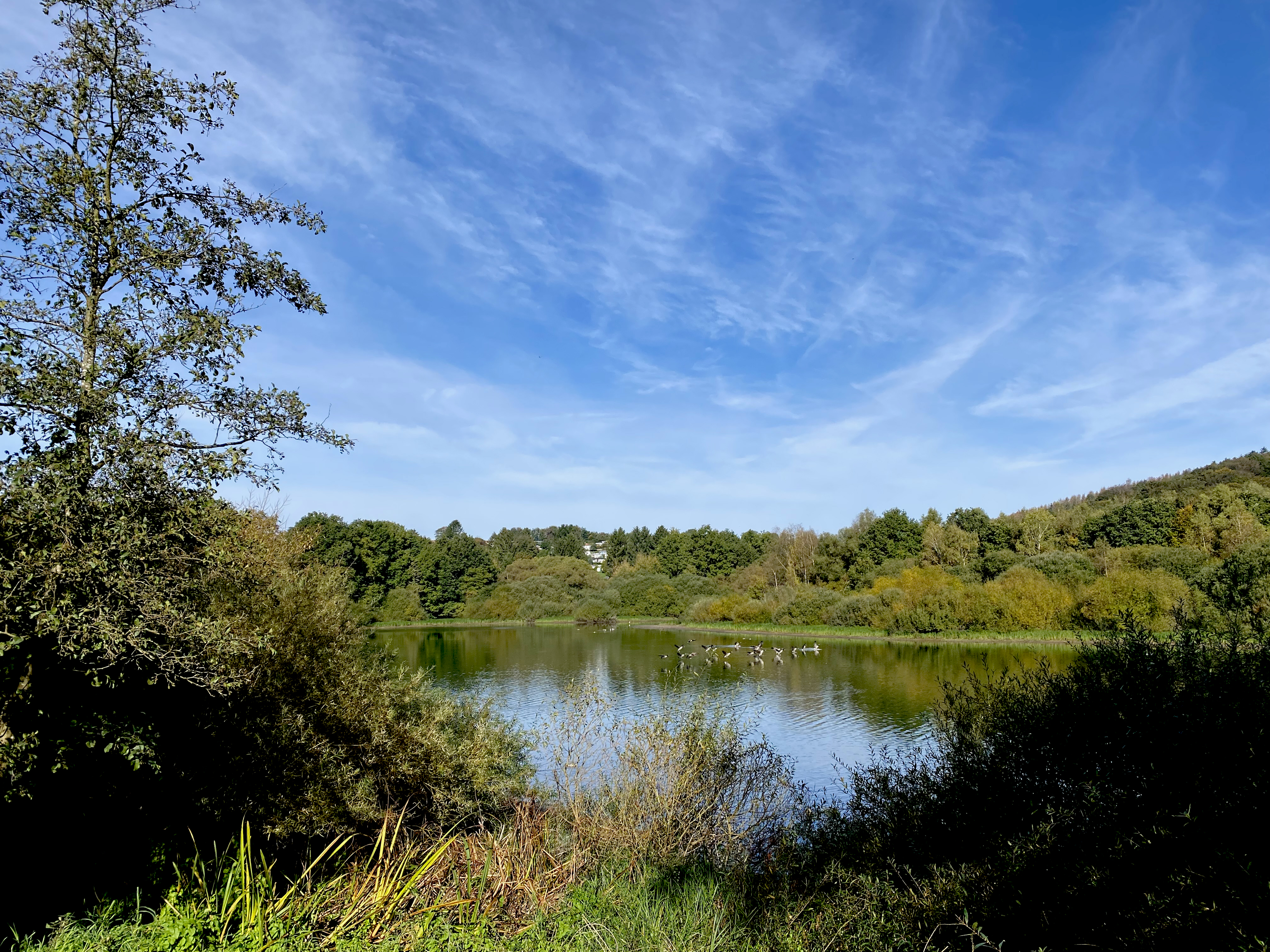
Wasservögel an der Lingese-Talsperre
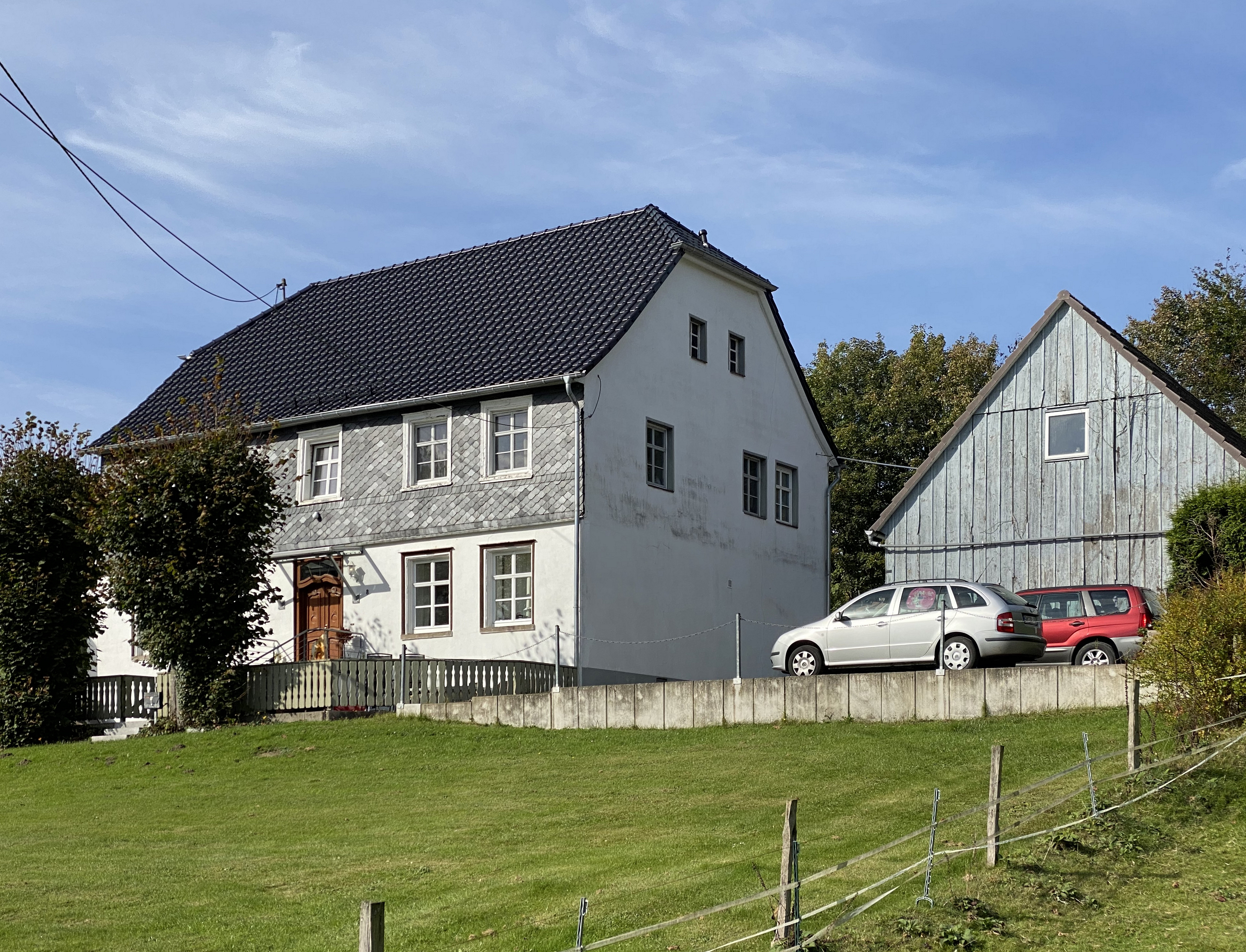
Baudenkmal Lambach 8/8a
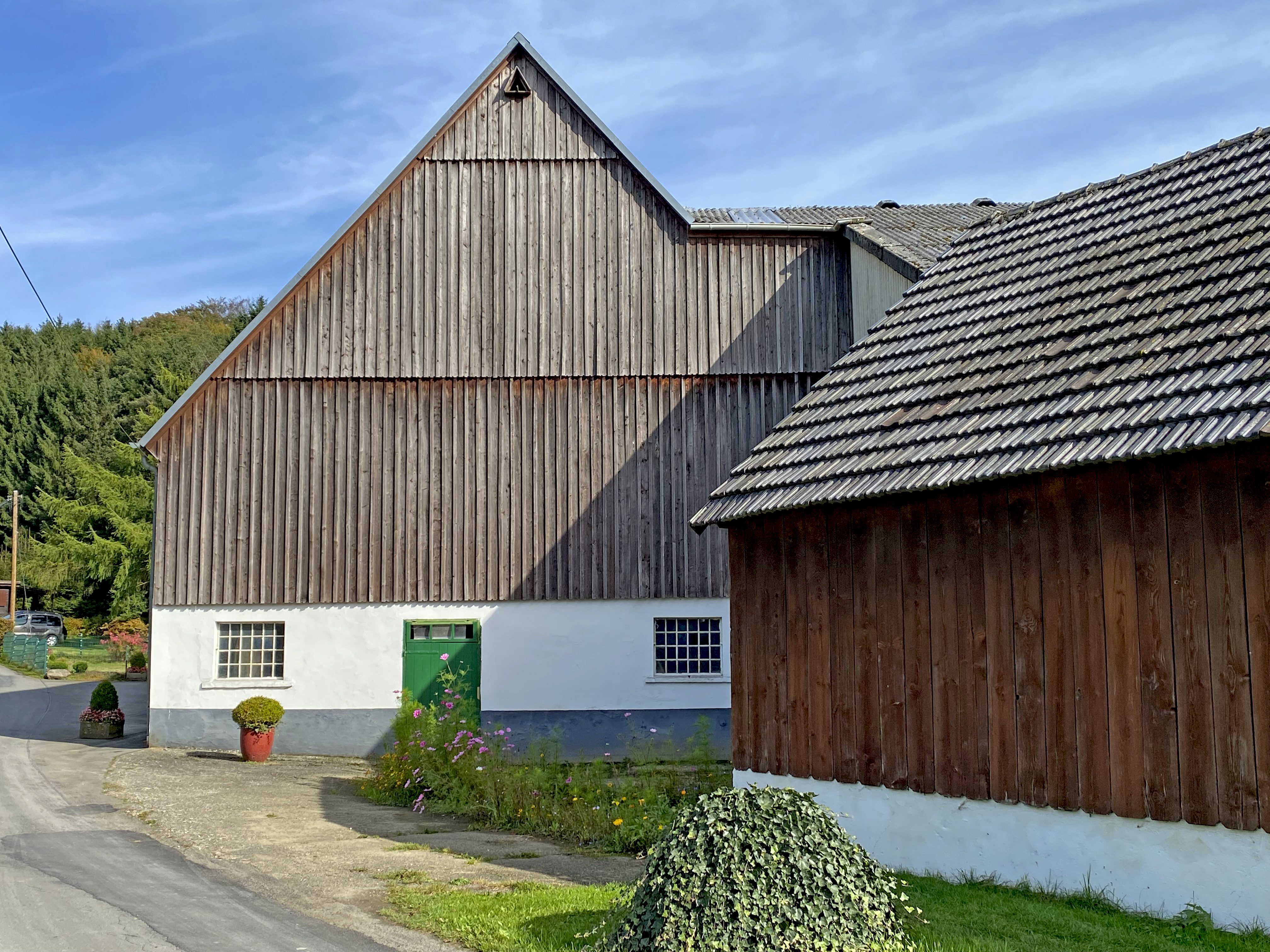
Baudenkmal Lambach 4
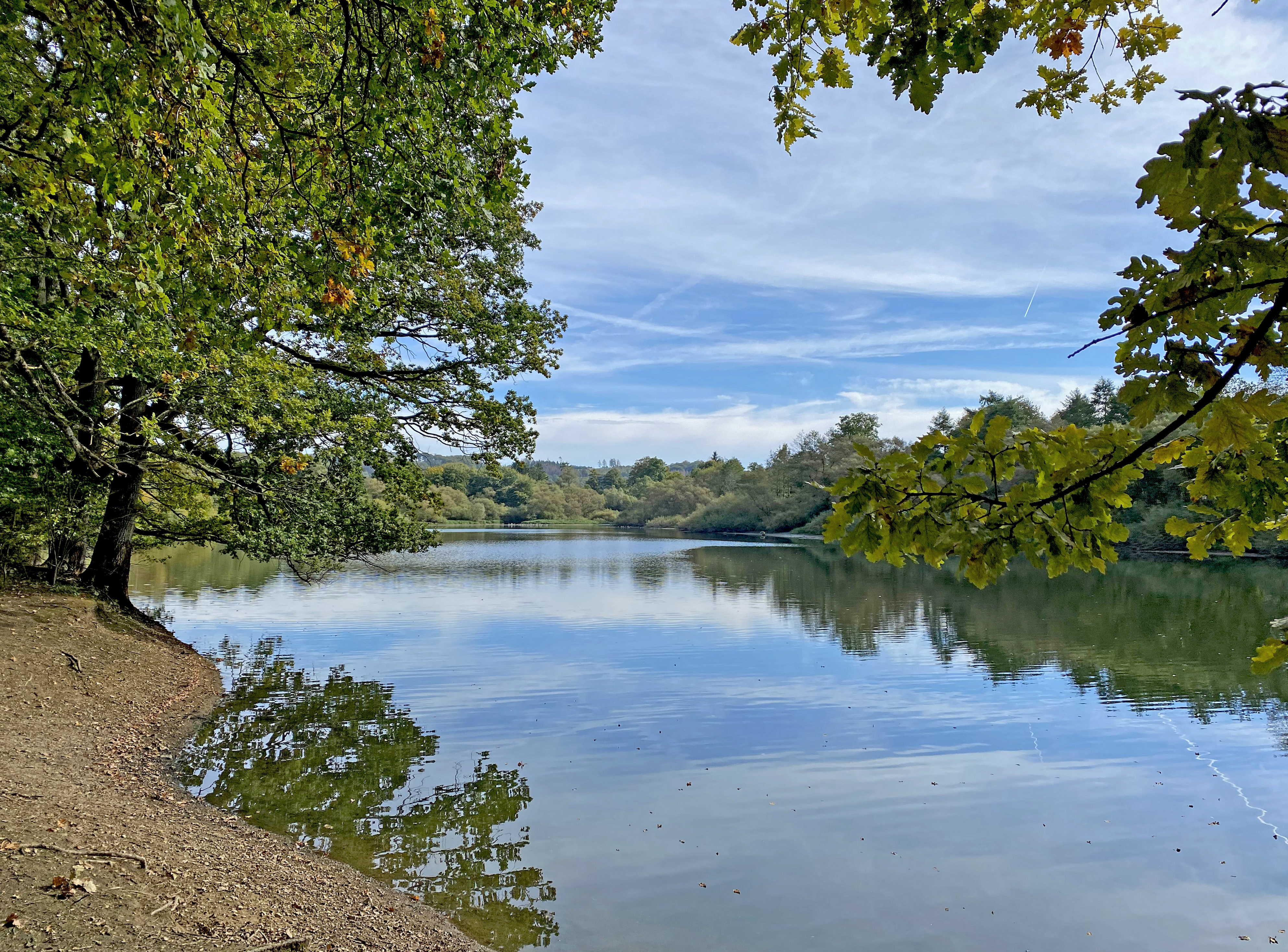
Nordufer an der Lingese-Talsperre

## Geschichte
Im Jahr 1450 wurde der Ort erstmals unter der Bezeichnung „Langenbecke“ im Zusammenhang mit der Erteilung eines Privilegs für ein Eisenbergwerk im Kirchspiel Müllenbach genannt.

## Wandern
Die Ortswanderweg A6 führt durch Lambach, meistenteils entlang am Ufer der Talsperre.

## Busverbindungen
Über die Haltestelle Kattwinkel / Wernscheid Abzweig der Linie 399 (VRS/OVAG) ist Lambach an den öffentlichen Personennahverkehr angebunden.